# Erev Rav
Le érèv rav (hébreu : עֵרֶב רַב « tourbe nombreuse ») ou assafsouf (hébreu : אסַפְסֻף « ramas ») est un groupe d’étrangers se joignant aux Hébreux lors de l’Exode hors d’Égypte. La tradition juive en fait des convertis égyptiens insincères, responsables des fautes d’Israël dans le désert et des comportements indignes se manifestant parmi les Juifs.

## Le érèv ravdans les sources juives

### Dans la Bible hébraïque
Le érèv rav n’est explicitement mentionné qu’une seule fois dans la Bible hébraïque : il se joint aux 600 000 Hébreux qui quittent Raamsès pour faire route vers Souccot.
Les sources rabbiniques classiques lui assimilent également l’assafsouf (« ramassis » d’étrangers) qui peste contre la manne et regrette la viande, le poisson, les fruits et légumes dont il avait joui en Égypte ; à la suite de l’intercession de Moïse, exténué par leurs exigences, Dieu suscite un vol de cailles en grand nombre. Ils sont encore en train de la manger que la colère de Dieu éclate et ils meurent ; c’est pourquoi le lieu est, selon la Bible, appelé « tombes de la convoitise ». L’archétype du erev rav serait Dathan et Abiram qui étaient des personnalités querelleuses, médisantes et séditieuses cherchant à chaque occasion à mettre Moïse en difficulté. Ils sont aussi identifiés aux deux israélites qui menacèrent de dénoncer Moïse, ce qui entraina sa fuite hors d’Égypte. Ultérieurement, ils s’opposèrent à ses efforts pour délivrer le peuple hébreu, puis ont essayé de les inciter à retourner en Égypte, n’ayant pas atteint leur objectif d'incitation à la rébellion contre Moise.

### Dans la littérature des Sages
La littérature tannaïtique, les Talmuds et le Midrash se montrent plus explicites, et sévères, avec ces gens : il s’agirait de convertis et d’esclaves mais aussi, selon une autre interprétation, d’artisans habiles et de gens instruits ; leur nombre est, quoi qu'il en soit, bien supérieur à celui des Hébreux. Ils ne seraient pas dépourvus de mérite car s’ils accompagnent les Hébreux, c’est qu’ils se sont réjouis de leur délivrance (bien que, selon une interprétation plus tardive, ils étaient motivés par la convoitise du butin emporté) et Moïse est loué par les Sages pour les avoir acceptés. Cependant, Dieu dit à Moïse lors du péché du veau d’or que « ton peuple a fauté » (Exode 32:7) parce que « ces gens que tu M’as prié d’accueillir … ont fait fauter Mon peuple ». Par ailleurs, comme ils sont venus avec un important troupeau, il est improbable qu’ils l’aient consommé lors de l’épisode des cailles et leurs plaintes ne sont qu’un prétexte.
L’erev rav serait en ce cas la masse des convertis dont Rabbi Helbo (en) dit qu’elle est pour Israël comme la lèpre (sapa'hat) car il est dit (Isaïe 14:1) que « l’étranger, alors, se ralliera à eux et s’annexera (nispe'hou) à la maison de Jacob » ; si la personne convertie peut fort bien s’insérer dans sa société d’adoption, les masses converties ne s’assimilent pas aussi facilement, à l’image des Iduméens dans la période du Second Temple.
Le Talmud de Babylone poursuit dans cette veine, rapportant la mésaventure de Shabbataï bar Marinos à Babylone et sa conclusion : le fait que ses habitants n’aient pas voulu le loger ni le nourrir prouve qu’ils proviennent de l’erev rav et ne sont pas l’engeance d’Abraham car l’engeance d’Abraham fait preuve de miséricorde envers les créatures. Bien que formellement juifs, ces Babyloniens n’en rempliraient pas les critères spirituels.

### Dans la littérature kabbalistique
Riche en enseignements sur le érèv rav, le Zohar, somme de la doctrine juive ésotérique, soutient que l’erev rav se distingue au sein du peuple juif non seulement par son absence de comportements positifs mais encore par une panoplie de comportements négatifs qu’il résume par l’acrostiche neg"a r"a (נג"ע ר"ע, cf. נגע רע « mauvaise affection ») : Nephilim, Anakim, Guiborim, Amalek. Le Zohar dépeint aussi le érèv rav comme étant la progéniture de Lilith, l'expression des forces du Mal métaphysique, « qui bien que se comportant souvent comme Israël [peuple juif], leur vraie nature se révèle toujours et ils finissent par retourner à leur racine ».

## Le érèv ravdans l'histoire juive moderne
Le Gaon de Vilna explique que le érèv rav sont ceux dans le peuple juif qui au lieu de contrer « ceux qui parmi les Nations causent du tort au peuple juif » choisissent la polémique et s’en prennent à lui utilisant les « fausses vertus des hypocrites et des trompeurs ». Cette conduite est expliquée au sujet des Juifs dans l'histoire moderne comme « étant le désir de certains Juifs d'être reconnus sur le plan social dans un environnement hostile aux Juifs », ou comme « la conséquence d’une éducation juive défectueuse ». Ils sont considérés comme des « ennemis de l’intérieur », ou des « juifs antisémites »,. Le rabbin Pinchas Winston écrit qu'il existe dans le judaïsme un terme technique, le érèv rav, pour désigner les Juifs qui au fil des générations « sont tellement assimilés et influencés par des valeurs non juives qu'ils sont devenus par eux-mêmes des ennemis de la nation juive ». Il donne pour exemple « les Juifs qui sont tellement à gauche [politiquement] qu'ils sont devenus des antisémites à part entière ». Il explique que « ce qui les rend dangereux » est que lorsque « des non-Juifs disent au sujet du peuple juif ce que le érèv rav dit, ils sont qualifiés d’antisémites, par contre quand c'est le érèv rav qui le dit ils sont considérés comme introspectifs, honnêtes, courageux, puritains, alors qu'en fait ce qu'ils sont réellement est des haineux d’eux-mêmes ».